# ニューヨーク・ニューヘイブン・アンド・ハートフォード鉄道

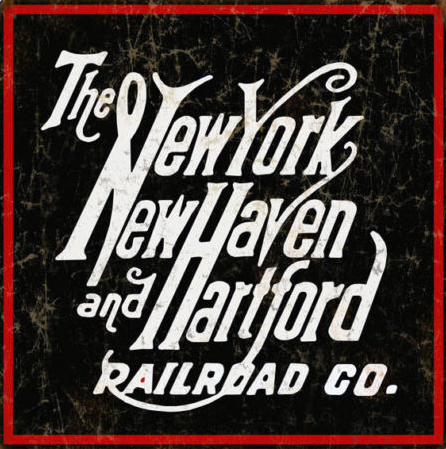

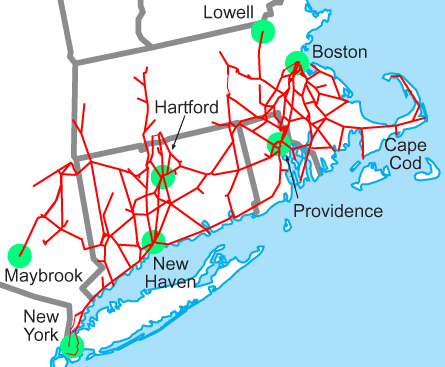

ニューヨーク・ニューヘイブン・アンド・ハート・フォード鉄道（ニューヨーク・ニューヘイブン・アンド・ハートフォードてつどう、New York, New Haven and Hartford Railroad、報告記号はNH）は、1872年から1968年の間、アメリカ合衆国に存在した一級鉄道の一つ。ニューヘイブン（鉄道）と通称される。コネチカット州、ニューヨーク州、ロードアイランド州、マサチューセッツ州に展開し、ボストンとニューヨークとを結ぶ路線が重要であった。

## 歴史

### 設立の起源
NHの設立は1872年7月24日で、ニューヨーク・アンド・ニューヘイブン鉄道（NY&NH）とハートフォード・アンド・ニューヘイブン鉄道（H&NH）の合併によるものである。ニューヨークからコネチカット州ニューヘイブン、ハートフォードを経てマサチューセッツ州スプリングフィールドとを結んでいた。また、ショア・ライン鉄道をリースし、コネチカット州ニューロンドンとも結んでいた。NHはさらにいくつかの路線や鉄道運営をリースしようとしており、ニューイングランドにおいてボストン・アンド・オルバニー鉄道（Boston and Albany Railroad、略称BA）以南の路線すべてを事実上独占した。
NHの起源となる最初の路線は、1839年にH&NHのハートフォード～ニューヘイブン間として開業した。ニューヘイブンでは、蒸気船でニューヨークと接続していた。1844年には鉄道路線が北進してスプリングフィールドへ、東進してウースターへ、そしてボストンへと接続された。
NY&NHは少し遅れて設立され、ロングアイランド湾に沿った路線であった。多数の川を渡る必要があったため、多くの橋梁が架けられた。1848年、ニューヨーク・アンド・ハーレム鉄道（New York and Harlem Railroad、のちにニューヨーク・セントラル鉄道（NYC）の一部となる）の線路使用権を行使して営業を開始。区間はウッドローンからニューヨーク間であった。1912年より、グランド・セントラル駅がニューヨークにおけるターミナルとなった。

### モルガン支配下の時代と一度目の倒産
19世紀末から20世紀初頭にかけて、ジョン・モルガンに率いられたニューヨークの投資家たちが経営を握った。1903年にはノーザン・パシフィック鉄道の社長であったチャールズ・サンガー・メレン（Charles Sanger Mellen）が社長に就任。モルガンとメレンは他の鉄道会社や蒸気船、路面電車等を買収することでニューイングランド南部の交通網を完全に独占した。最終的には100以上の鉄道会社がモルガンの鉄道システムに組み込まれ、最盛期の1929年には路線延長は2.131マイル（約3,430キロメートル）に達した。
メレンが社長の時代には、ニューヨーク～ニューヘイブン間が電化されるなど鉄道システムは大幅に近代化された。モルガンとメレンはさらにニューイングランドにおける競合路線の買収または無力化を試みた。対象は前述のNYCのボストン・アンド・アルバニー鉄道（BA）、ラトランド鉄道（ Rutland Railwa、RUT）、メイン・セントラル鉄道（ Maine Central Railroad、MEC）、ボストン・アンド・メイン鉄道（ Boston and Maine Railroad、BM）などである。しかし、モルガンとメレンの拡大策は会社の財務内容を悪化させることとなり、世界恐慌下の1935年にNHは倒産。1947年まで管財人の管理下に置かれ、普通株が無効化されると共に債権者が新たに経営権を取得した。

### マクジニスの乱脈経営による二度目の倒産へ
1951年以降は貨物輸送も旅客輸送も損失が増大し、以前拡大した路線網も維持費や運営費すら賄えない閑散線区を多く抱えていた。貨物列車は個々の単位が小さく入れ替えのコストが高くつき、旅客列車でもラッシュアワーでの列車本数を増発しニューヨーク～ボストン間やニューヘイブン～ハートフォード～プロビデンス郡間で通勤列車を走らせたものの、そのための設備投資は回収できず収益悪化を招いた。決定的だったのはコネチカット・ターンパイク等の州間高速道路の整備であり、不十分・不適切な投資を数十年間に渡って行った結果、もはや自動車やトラックに対抗し得る競争力をNHは失ってしまった。

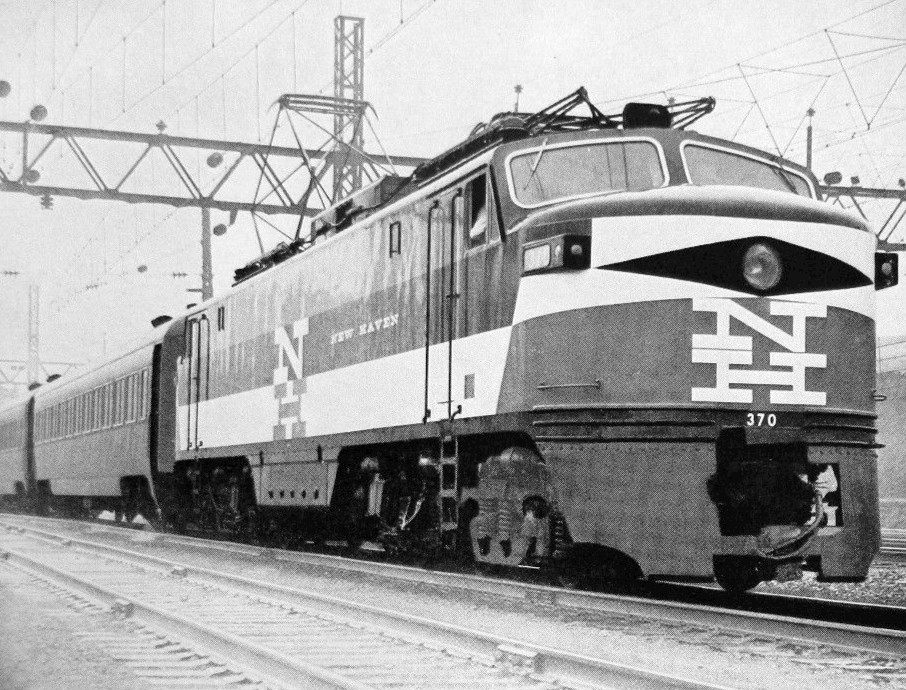
ニューヘブン鉄道のEP5電気機関車
ハーバード・マターのデザインによる新塗装をまとっている

1954年にはパトリック・B・マクジニス（Patrick B. McGinnis）が、社長のフレデリック・C・ブック・デュマイン・Jr（Frederic C. "Buck" Dumaine Jr.）に対して株主への配当を増やす様にプロキシーファイトを仕掛け、経営権を掌握すると長年の知己であるアーサー・V・マクゴーアン（Arthur V. McGowan）を副社長に据えた。マクジニスは、デザインのハーバード・マターに依頼してコーポレートカラーを一新・イメージの刷新を図りながらも、肝心の鉄道網の整備や維持は先送りされ1955年にはハリケーンで大損害を被ってNHの経営は非常に弱体化した。1956年には会計粉飾からマクジニスが経営陣から追われ、ピギーバック輸送の開始や設備更新などようやく改革に乗り出すものの、1959年にはマサチューセッツ州南東部における旅客輸送を廃止。1961年7月2日には再度経営破綻に追い込まれた。

### ペン・セントラルへの併合
州際通商委員会（ICC）による強い要請により、1968年12月31日、NHの鉄道事業はペン・セントラル鉄道（PC）に併合された。NHの会社そのものは1970年代を通じて、PCが支払うNH購入代金を受託する会社として存続した。
1980年4月28日、アメリカン・フィナンシャル・エンタープライズ（AFE）がNHの承継者となった。その時には、再建プランが裁判所に認可され、会社は再編された。これにより、108年に及ぶNHの会社の歴史は終了し、19年に及ぶ二度目の倒産からの復活も完了した。AFEは1990年代半ばまでにPCの最大株主となり、全株式の32％を保有することになる。

### ペン・セントラルの倒産とアムトラックへの併合

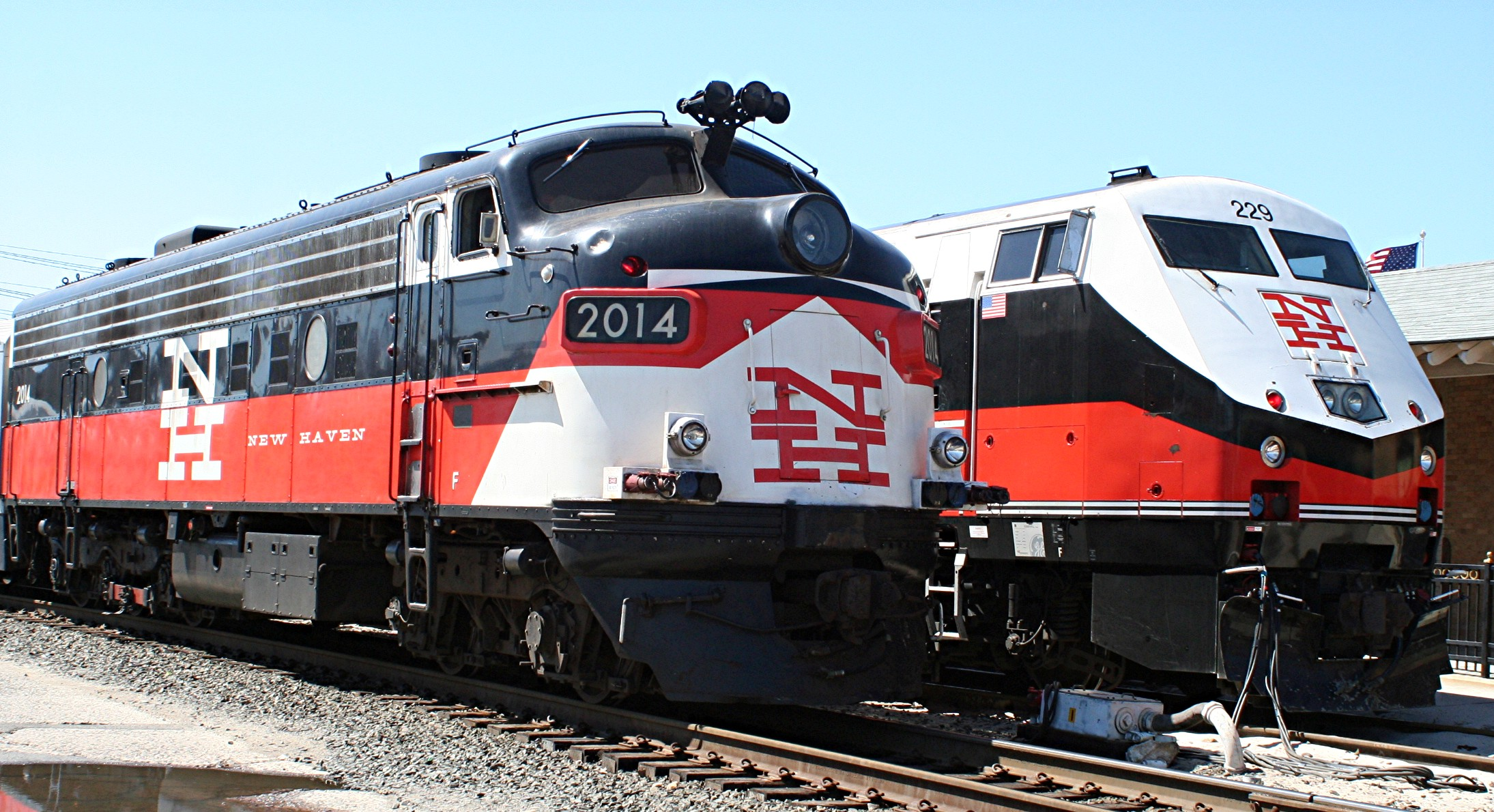
NH塗装のP32AC-DMとFL9。P32AC-DMはNH消滅後の1995年から製造されたが、NH塗装になっている。

1976年、PCは倒産し、ニューヨークとボストンとを結ぶ幹線はアムトラックに移管された。この区間は前述のとおり電化されており、アセラ・エクスプレスやノースイースト・リージョナルが運行される北東回廊の大部分を構成している。
ニューロシェルとニューヘイブンとを結ぶ幹線は、コネチカット州とメトロポリタン・トランスポーテーション・オーソリティ（MTA、ニューヨーク州都市交通局）がそれぞれ州境まで保有し、メトロノース鉄道のニューヘイブン線とショア・ライン・イースト（SLE、Shore Line East）が列車を運行し、ニューロンドンとを結んでいる。マサチューセッツ湾交通局（MBTA）のプロビデンス・ストートン・ライン（Providence/Stoughton Line）はロードアイランド州のプロビデンス駅とボストン・サウス駅との間に通勤列車を運行している。
NHはとうに消滅しているが、コネチカット州政府は、しばしば現代の交通政策の文脈の中でNHに言及する。それは、メトロノース鉄道の多くの機関車がいまだにマクジニス時代の塗装を踏襲しており、駅や客車にはNHのロゴが描かれているためである。